# Giovanni Battista Guidi

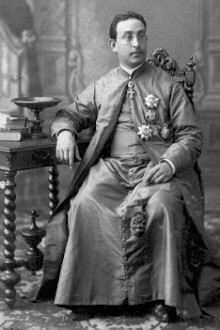
Giovanni Battista Guidi (um 1900)

Giovanni Battista Guidi (* 26. April 1852 in Collepardo; † 22. Juli 1904 in Manila) war ein italienischer Geistlicher und Diplomat des Heiligen Stuhls.

## Leben
Giovanni Battista Guidi war der Sohn von Matilde Liverani und Sebastiano Guidi. Er studierte am Seminar von Alatri, später an der päpstlichen Universität Gregoriana bei Angelo Secchi. 1871 schloss er sein Studium der Philosophie ab und wurde für das Studium am Pontificio Seminario Pio, das sich im Palazzo di Sant’Apollinare befindet, zugelassen. Von 1872 bis 1874 studierte er an der Universität Innsbruck, bei Jesuiten, Theologie, Hebräisch, Syrisch, Chaldäisch und Arabisch. Er wurde zum Doktor der Philosophie, der Theologie, des Zivil- sowie des Kirchenrechtes promoviert. Er wurde Sprachlehrer am Kollegium der Augustiner der Margaretha von Valois in Paris. Später lernte er auch Englisch, Französisch, Deutsch, Spanisch, Portugiesisch und Russisch.
1875 wurde er in Wien von Erzbischof Lodovico Jacobini, dem Apostolischen Nuntius, zum Priester geweiht und hielt am 4. Juli 1875 seine erste Messe in der Kapelle der Ewigen Anbetung.
Er trat in den auswärtigen Dienst des Staatssekretariats des heiligen Stuhls und in die Kongregation für außenpolitische Angelegenheiten. Vom November 1879 bis 1883 war er Sekretär des Nuntius Angelo Bianchi bei der Hochzeit von Maria Christina von Österreich mit Alfons XII. von Spanien. Am 26. Mai 1883 war er Sekretär von Vincenzo Vannutelli in Sankt Petersburg bei der Thronbesteigung von Alexander III. Später war er Sekretär in Lissabon. Im Juni 1887 wurde er Uditore der Nuntiatur in München. Seit 1889 war Ehrenmitglied der katholischen Studentenverbindung AV Austria Innsbruck.
Von 1890 bis 1892 war er Staatssekretär von Leo XIII.
Girolamo Maria Gotti nahm ihn 1892 in die Internuntiatur nach São Paulo als Uditore mit. Nach dem Gotti zum Kardinal ernannt worden war und nach Rom fuhr, wurde Guidi bis zur Ankunft von José Macchi Geschäftsträger der Internuntiatur in Brasilien. 1897 war er für ein paar Monate Geschäftsträger in Quito, führte erfolglose Verhandlungen mit dem Parlamentspräsidenten Manuel B. Cueva, und kehrte nach Rom zurück.
Am 6. September 1902 wurde er zum Titularerzbischof von Stauropolis ernannt. Die Bischofsweihe spendete ihm Kurienkardinal Mariano Rampolla del Tindaro am 21. September desselben Jahres. Mitkonsekratoren waren der Altbischof von Nepi und Sutri, Giuseppe Maria Costantini, und Kurienerzbischof Pietro Gasparri. Papst Leo XIII. sandte ihn als apostolischen Delegat mit der Bulle „Quae mare Sinico“ zum Schisma der Unabhängigen Philippinischen Kirche. Guidi kam im November 1902 in Manila an und veröffentlichte am 8. Dezember 1902 die Bulle „Quae mare Sinico“.
Er nahm sein Amt in Manila auf, als dort der Philippinisch-Amerikanische Krieg stattfand. Die Besatzungsbehörden hatten den katholischen Pater Leonardo Depusoy aus Taytay, Morong Rizal zum Tode verurteilt, da er bei den Besatzungstruppen nicht angezeigt hatte, dass er die Beichte von Delinquenten abgenommen hatte, welche von den Kräften der Republik der Philippinen hingerichtet wurden.
Guidi handelte mit William Howard Taft, der vom 4. Juli 1901 bis 1. Februar 1904 Gouverneur der Philippinen war, 7,2 Millionen US-Dollar Sachvergütung für die durch die USA in Besitz genommenen Klosterländereien aus. Guidi erklärte öffentlich, dass nicht zu befürchten sei, dass Ordensleute in Städte kämen, in welchen sie nicht willkommen wären. Guidi wurde in der Capilla de Nuestra Señora de los Dolores in der Kathedrale von Manila beigesetzt.